# Essai de résistance au choc à froid d'un enduit à chaud
Dans le domaine du marquage routier, l'essai de résistance au choc à froid d'un enduit à chaud permet de caractériser le comportement du produit aux basses températures.

## Descriptif de l’essai[1]
L’essai consiste à mesurer les paramètres d’un enduit à chaud à basse température, subissant la chute d'une bille en acier.